# Мулино (Асти)
Мулино је насеље у Италији у округу Асти, региону Пијемонт.
Према процени из 2011. у насељу је живело 35 становника. Насеље се налази на надморској висини од 137 м.